# Mortadelo y Filemón contra Jimmy el Cachondo
Mortadelo y Filemón contra Jimmy el Cachondo is een Spaanse 3D-animatiefilm uit 2014, geregisseerd door Javier Fesser. De film is gebaseerd op de stripreeks Mortadelo y Filemón van Francisco Ibáñez, in het Nederlands bekend als Paling en Ko.

## Hoofdpersonages en verschillen met de strip
De film blijft grotendeels trouw aan de originele strips; de hoofdpersonages werken als geheim agenten bij de TIA (in Nederlandse vertalingen doorgaans Geheime Dienst genoemd), alleen ondergaan zij hier een karakterwisseling. De lange kale meestervermommer Mortadelo (Paling) is ondanks zijn klunzigheid een stuk slimmer en vindingrijker. Net als de andere personages toont hij weinig respect voor zijn chef Filemón (Ko) die hier als dom, arrogant en zwak wordt neergezet, en in zijn dromen een superheld is (in oudere strips is het zijn ondergeschikte die daarvan droomt).    

## Verhaal
Jimmy el Cachondo (vrij vertaald de Grapjas) en zijn handlangers hebben een zeer geheim document gestolen uit het hoofdkwartier van de TIA ; dit kan leiden tot forse imagoschade. De baas van de TIA, de Superintendant, heeft geen andere keus dan Paling en Ko met de opdracht belasten om het document terug te halen. Ondertussen is tot overmaat van ramp de gevaarlijke crimineel Tronchamulas ontsnapt uit de gevangenis. Hij is van plan wraak te nemen op de chef van het tweetal omdat die hem destijds had gearresteerd, maar uiteindelijk gaan ze samen op zoek naar Jimmy. Professor Bacterie geeft de agenten zijn laatste uitvinding, een drankje dat persoonlijkheden en gedachtes vervormt.

## Rolverdeling
| Acteur           | Personage                              |
| ---------------- | -------------------------------------- |
| Karra Elejalde   | Mortadelo (Paling) / Tía Fulgencia     |
| Janfri Topera    | Filemón (Ko)                           |
| Gabriel Chame    | Jimmy, el cachondo                     |
| Ramón Langa      | De droomversie van Filemón (Ko)        |
| Víctor Monigote  | Tronchamulas (na persoonsvervorming)   |
| José Alias       | Tronchamulas                           |
| Mariano Venancio | El Súper (Superintendant)              |
| Enrique Villén   | Profesor Bacterio (Professor Bacterie) |

## Ontvangst

### Prijzen en nominaties
Een selectie:
| Jaar | Evenement                       | Categorie              | Genomineerde                                 | Resultaat   |
| ---- | ------------------------------- | ---------------------- | -------------------------------------------- | ----------- |
| 2015 | Premios Goya (29ste uitreiking) | Beste animatiefilm     | Mortadelo y Filemón contra Jimmy el Cachondo | Gewonnen    |
| 2015 | Premios Goya (29ste uitreiking) | Beste bewerkt scenario | Javier Fesser, Cristóbal Ruiz, Claro García  | Gewonnen    |
| 2015 | Premios Goya (29ste uitreiking) | Beste artdirector      | Víctor Monigote                              | Genomineerd |
| 2015 | Premios Goya (29ste uitreiking) | Beste productiemanager | Luis Fernández Lago, Julián Larrauri         | Genomineerd |
| 2015 | Premios Goya (29ste uitreiking) | Beste geluid           | Nicolas de Poulpiquet, James Muñoz           | Genomineerd |
| 2015 | Premios Goya (29ste uitreiking) | Beste origineel nummer | Rafael Arnau ("Morta y File")                | Genomineerd |